# باشگاه فوتبال چسترفیلد
باشگاه فوتبال چسترفیلد (به انگلیسی: Chesterfield F.C) یک باشگاه فوتبال در شهر چسترفیلد،در شهرستان دربی شایر کشور انگلستان است که در سال ۱۸۶۷ میلادی تأسیس شده‌است.